# About Time (Pennywise)
About Time är den amerikanska punkrockgruppen Pennywise fjärde studioalbum, utgiven 13 juni 1995. Det var basisten Jason Thirsks sista album, då han avled 29 juli 1996.

## Låtlista
1. "Peaceful Day" – 2:52
2. "Waste of Time" – 2:18
3. "Perfect People" – 3:04
4. "Every Single Day" – 2:39
5. "Searching" – 2:55
6. "Not Far Away" – 2:52
7. "Freebase" – 2:41
8. "It's What You Do with It" – 2:25
9. "Try" – 2:32
10. "Same Old Story" – 2:42
11. "I Won't Have It" – 2:30
12. "Killing Time" – 2:37